# Puer maculatus
Puer maculatus is een insect uit de familie van de vlinderhaften (Ascalaphidae), die tot de orde netvleugeligen (Neuroptera) behoort. 
Puer maculatus is voor het eerst wetenschappelijk beschreven door Olivier in 1790.